# Mycena aurantiomarginata
Mycena aurantiomarginata es una especie de hongo basidiomicetos, de la familia Mycenaceae, perteneciente al género Mycena.

## Sinónimos
- Agaricus aurantiomarginatus (Lundae, 1821)
- Mycena elegans (Cejp, 1930)
- Agaricus marginatus (Schumach, 1803)